# Ruanda-Urundi
Ruanda-Urundi (phát âm tiếng Pháp: [ʁɥɑ̃da.yʁœ̃di]) là một cựu quốc gia ở khu vực Trung Phi, từng là một phần của Đông Phi thuộc Đức nhưng sau đó bị Bỉ kiểm soát từ năm 1916 đến 1962. Lãnh thổ này bị Bỉ chiếm đóng trong chiến tranh thế giới thứ nhất, sau đó dưới sự chiếm đóng của quân đội Bỉ từ năm 1916 đến 1922, và sau đó trở thành lãnh thổ ủy thác của Hội Quốc Liên do Bỉ nắm giữ từ năm 1922 đến năm 1945. Sau khi chiến tranh thế giới hai kết thúc, Ruanda-Urundi trở thành Lãnh thổ ủy trị của Liên Hợp quốc dưới sự kiểm soát của Bỉ. Năm 1962, nhiệm vụ này đã giành được độc lập vào hai quốc gia riêng biệt là Rwanda và Burundi.

## Lịch sử
Vào cuối thế kỷ 19 và đầu thế kỷ 20, Rwanda và Burundi là thuộc địa do Đức chiếm đóng và khu vực Hồ Lớn châu Phi sáp nhập một số nước. Nơi này được kết nối với Đông Phi thuộc Đức, nhưng rất ít lính Đức đóng quân.
Khi diễn ra chiến tranh thế giới thứ nhất vào năm 1916, khu vực này là Congo thuộc Bỉ là thuộc địa chiếm đóng quân. Sau đó hiệp ước Versailles đã chia Đông Đức thành hai phần: phần lớn hơn của Tanganyika đã được Vương quốc Anh tiếp quản, phần cực tây được Bỉ tiếp quản.
Năm 1924, Hội Quốc Liên cho Bỉ tiếp quản hai khu vực, được gọi là Luanda-Urundi.